# Буревестник (футбольный клуб, Тбилиси)
«Буревестник» — советский футбольный клуб из Тбилиси. Основан не позднее 1938 года.
Последнее упоминание в 1962 году, когда команда делегировала для «точечного усиления» мелитопольского «Буревестника» 2 игроков-студентов (один из них — Константин Назаров) для участия в первом в истории Европы первенстве континента среди студенческих команд, проходившем с 17 по 26 апреля 1962 года в Бельгии.

## Достижения
- Серебряный призер чемпионата Грузинской ССР 1938 года.[4]
- Победитель кубка Грузинской ССР 1946 года.[5]
- В первой лиге — 5 место (в зональном турнире класса «Б» 1958 года).
- В кубке СССР — поражение в 1/2 зонального финала (1958).